# Graphique en aires

Graphique en aires

Graphique en aires empilées

Un graphique en aires est une représentation graphique qui affiche des données quantitatives sous forme graphique. Il est basé sur le graphique en lignes. La zone entre l'axe et la ligne est généralement soulignée par des couleurs, des textures ou des hachures. Généralement avec un graphique en aires, on compare au moins deux quantités.

## Histoire
On attribue généralement à William Playfair l’invention des graphiques en aires ainsi que des graphiques en lignes, des diagrammes à barres et circulaires. Son livre, The Commercial and Political Atlas, publié en 1786, contenait un certain nombre de graphiques chronologiques, notamment Intérêt de la dette publique de la révolution et Exportations et importations à destination et en provenance du Danemark et de la Norvège, de l'année 1700 à 1780, qui sont décrits souvent comme les premiers graphiques en aires de l’histoire,.
|                                                                |
| Intérêt de la dette publique de la révolution (Playfair, 1786) |

| |
| Exportations et importations à destination et en provenance du Danemark et de la Norvège, de l'année 1700 à 1780 (Playfair, 1786) |

## Utilisations
Les graphiques en aires sont utilisés pour représenter les totaux cumulés à l'aide de nombres ou de pourcentages (dans ce cas, des graphiques en aires empilées). Le graphique en aires est utilisé pour afficher les tendances dans le temps parmi les attributs associés. Le graphique en aires est semblable au graphique en lignes, sauf que la zone située en dessous de la ligne tracée est remplie de couleur pour indiquer le volume.
Lorsque plusieurs attributs sont inclus, le premier attribut est tracé sous la forme d'une ligne avec un remplissage de couleur suivi du deuxième attribut, etc.